# Andrena subnigripes
Andrena subnigripes är en biart som beskrevs av Henry Lorenz Viereck 1916. Andrena subnigripes ingår i släktet sandbin, och familjen grävbin. Inga underarter finns listade i Catalogue of Life.